# Ришард Куклінський

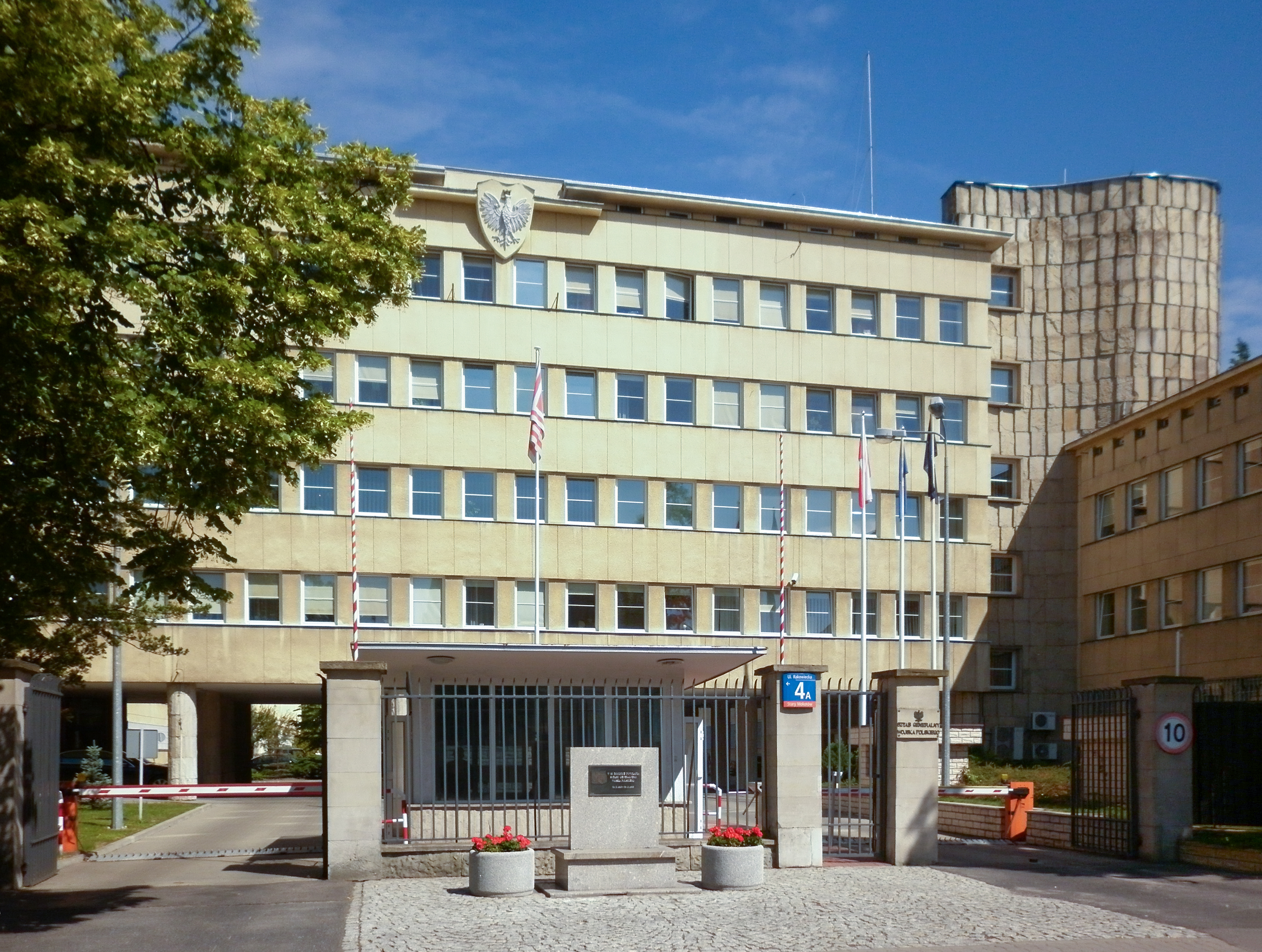
Будівля штабу по вул. Раковецькій, 4а у Варшаві. Місце служби полковника Ришарда Куклінського у 1964–1981 роках

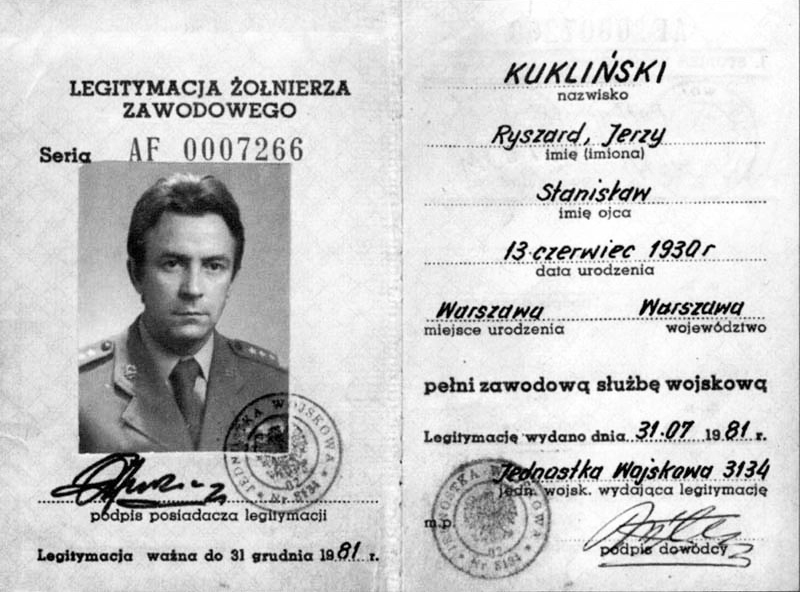
Останнє військове посвідчення полковника Куклінського

Ришард Єжи Куклінський, псевдонім «Джек Стронг», «Мева» (13 червня 1930, Варшава — 11 лютого 2004, Тампа) — полковник польської народної армії, посмертно підвищений до звання бригадного генерала, заступник голови оперативної ради Генерального штабу польської армії, з 1970 року агент розвідки Американського Центрального Розвідувального Управління (ЦРУ), незадовго до введення воєнного стану (1981), був евакуйований ЦРУ до Західного Берліна.

## Біографія

### Молодість
Народився 13 червня 1930 року у Варшаві як єдина дитина Станіслава Вінцентія Куклінського (1901-1943) та Ганни Котанець (1900–1963). У юному віці Куклінський використовував ще дві дати народження. Його батько торгував деревиною під час Другої світової війни. Був заарештований 13 травня 1943 року за підпільну діяльність, помер у концтаборі Заксенгаузен. Цю інформацію розкрив сам Куклінський у 1987 році в інтерв'ю паризькій «Культурі». Куклінський також стверджував, що його батько був членом Польської соціалістичної партії. Після арешту батька, Куклінський переїхав до дядька, який жив у селі поблизу Радома. Як стверджував сам, належав до Армії Крайової і воював у Варшавському повстанні, в інший час приписував собі приналежність до групи «Меч і плуг», а ще іншим — до організації «Серп і молот». Однак, за показаннями свідків та власними показаннями перед комітетом партії, не належав до жодної підпільної організації під час окупації. 6 серпня 1944 року його було доставлено до Німеччини. Також стверджував, що його вивезли на поїзді з групою єврейських жінок і перебував він у Нижній Сілезії, згідно з іншим повідомленням, повинен був перебувати в концтаборі за побиття німецьких підлітків. Задля конспірації використовував псевдонім «Біл». Писав, що, навіть, три тижні воював на фронті. Та найімовірніше, що Куклінський як неповнолітній був завезений до рейху разом з матір'ю.
Після війни Куклінський оселився у Вроцлаві на вул. Бляшаній, 15. Спочатку намагався вивчити професію слюсаря на водоканалі, але 17 вересня 1945 року його прийняли до муніципальної охорони. Спочатку йому доручили роль кур'єра, потім став охоронцем на фабриці мила. 6 січня 1946 року вступив до Польської робітничої партії (ідентифікаційний номер 0655929). З 7 березня по 13 квітня цього року був заарештований як підозрюваний у розбійному нападі, але був звільнений. Причина звільнення невідома, у 1992 році документи, що стосуються цього періоду, були вилучені з судових справ. Про життя Куклінського в цей період не так багато конкретних відомостей. Він також повинен був деякий час належати до Добровільного резерву громадянської міліції і, будучи членом цього формування, брати участь у народному референдумі, проведеному Національною радою у червні 1946 року.

### Служба в Польській народній армії

#### Перші роки служби
1 жовтня 1947 року був прийнятий до Офіцерської піхотної школи № 1 у Вроцлаві. У 1950 році його звинуватили у приналежності до Крайової армії, «Меч і плуг» та «Серп і Молот». За рішенням начальника Генерального штабу від 27 липня 1950 року був виключений з університету і на початку серпня відправлений на проходження основної військової служби, не включаючи трьох років навчання в школі до періоду служби. Через 2 тижні, 10 серпня його відновили до школи, яку закінчив у вересні 1950 року, отримавши звання прапорщика. Просування до першого офіцерського звання (хорунжий) відбулося 3 вересня 1950 року. Після закінчення школи наказом міністра національної оборони від 23 вересня 1950 року замість відділу кадрів одного з військових округів був скерований до послуг Персонального департаменту Міністерства національної оборони, а через два місяці направлений до 9-го піхотного полку в Пілу на посаду командира взводу. У 1951 році переведений в лейтенанти. У 1951-1952 роках пройшов курс методичної стрільби в піхотній школі в Рембертуві, після закінчення якого став командиром роти у 9-му механізованому полку. У жовтні 1952 року одружився з Йоанною.
У травні 1953 року став начальником штабу 15-го протипіхотного батальйону 3-ї протипіхотної бригади в Колобжезі. У 1954 році став командиром 18-го протипіхотного батальйону (відкадрованого) у 3-й протипіхотній бригаді. У 1956 році служив у 5-му Колобжезькому піхотному полку.
1 листопада 1956 року його направили на щорічний Курс вдосконалення піхотних офіцерів у Весолі в Академії Генерального штабу польської армії у Рембертові, який він закінчив 25 серпня 1957 року. Після закінчення курсу продовжував службу в 5-му піхотному полку в Колобжезі помічником начальника операційного штабу. Наприкінці жовтня 1957 року за власним бажанням переведений до 3-ї бригади прибережної оборони в Колобжезі, а після її реформації у 1958 році служив у 82-му механізованому полку, де прослужив до 30 вересня 1961 року. У Колобжезі Куклінський активно діяв у яхт-клубі, який був створений у 1956 році як Морський клуб «Kołobrzeg LPŻ».
У роки з 1958 по 1960 рік навчався в Першому Колобжеському ліцеї ім.Миколая Коперника (пол. Liceum Ogólnokształcące im. Mikołaja Kopernika) для працюючих, де отримав диплом середньої школи. У 1961 році почав навчання в Академії Генерального штабу польської армії.

#### Співпраця з військовою контррозвідкою
У 1964 році, як співпрацівник польської контррозвідки та військової розвідки, будучи студентом Військово-повітряних сил Польщі, маскував завдання, які виконував офіцер польської військової контррозвідки майор Комінек, плаваючи з Колобжега до Швеції зі своєю приватною яхтою. У тому ж році закінчив Академю Генерального штабу і був переведений до звання майора, а потім перейшов до Варшави, де працював штабним офіцером, в тому числі готуючи плани вторгнення сил Варшавського договору проти Чехословаччини.
Щонайменше з 1962 року Куклінський співпрацював з військовою контррозвідкою — правлінням II штабу Військової внутрішньої служби. На думку деяких дослідників, співпрацював з Військовою інформацією з кінця 40-х років, та зі Службою безпеки до вступу в офіцерську школу.
Після навчання в Академії Генерального штабу польської армії, працював у відділі оперативної підготовки Генерального штабу польської армії (ГШ ПА), потім був начальником відділу генерального планування в управлінні оперативного управління і в кінцевому підсумку начальником 1-го відділу —  заступником голови Правління 1-го Оперативного Генерального штабу польської армії. На початку служби в Генеральному штабі розпочав діяльність у військовому вітрильному клубі «Атол», президентом якого став.
У 1965 році брав участь у військових показах на півночі Польщі (Черськ біля Борне-Суліново), де маршал Андрій Гричко показав кільком десяткам старших офіцерів польської армії мобільні ракетні установки з ядерними боєголовками. На рубежі 1965–1966 років був співавтором іспиту для старшого начальницького складу в Жагані.
У лютому 1967 року брав участь у делегації Міністерства національної оборони під головуванням генерала Болеслав Хоха — в особистій розмові з Куклінським висловив сумніви щодо загроз Польщі внаслідок воєнної стратегії СРСР стосовно НАТО, з якою була ознайомлена польська делегація. У 1967 році пройшов навчання в навчальному центрі розвідки.

#### В'єтнам, Чехословаччина
У 1967-1968 роках працював у Міжнародній комісії з контролю та нагляду за Женевськими угодами у В'єтнамі, де займався, серед іншого, збором даних про війська, які беруть участь у в’єтнамському конфлікті. У лютому 1968 року брав участь у розслідуванні Тетського наступу та пов’язаних із ним злочинів проти мирного населення В'єтконгом та підрозділами армії Північного В'єтнаму.
Після повернення з В'єтнаму в 1968 році продовжував службу в відділі оперативної підготовки Генерального штабу польської армії, де готував навчання «Весна-69». У серпні 1968 року його направили до штабу маршала Івана Якубовського в Легниці — там він зрозумів, що навчання насправді є підготовкою вторгнення в Чехословаччину.
У 70-х роках розпланував і провів розвідувальну операцію під прикриттям туристичного парусного круїзу в регіоні Гамбург і Гелголанд. У 60–70-х роках у співпраці з польською військовою розвідкою здійснив подальші круїзи з метою виявлення майбутніх регіонів вторгнення до Варшавського договору. Під час круїзів, серед іншого, виконувались  виміри глибини водних переправ на Ельбу за допомогою ехолота, було визнано регіон Гельголанд із радіолокаційним центром НАТО, розвідувальне рекогностування Гамбурга, Кіля, Копенгагена та узбережжя Великої Британії та Швеції. Круїзи були припинені в квітні 1977 року як надто ризиковані на думку контррозвідки.
У 1971 або 1972 роках Куклінському було запропоновано посаду командира полку у Клодзьку, але, зрештою, завдяки його виборам та аргументам він уникнув переведення з Генерального штабу. Після підвищення посади полковника в 1972 році, в 1973 році пропозиція про переведення Куклінського на командний пункт була поновлена: цього разу вже на посаду начальника штабу 4-ї механізованої дивізії у Кросно-Оджанському. Полковник Куклінський відмовився, прикриваючись станом здоров’я дружини; та насправді не хотів залишати роботу у Варшаві, оскільки це перерве його співпрацю з американцями. Нарешті в Генеральному штабі з'явилась пропозиція  про доручення йому польового підрозділу.

#### «Альбатрос»
У травні 1974 року Куклінський був ознайомлений через начальника Генерального штабу генерала Флоріана Сівіцького з проєктом з кодовою назвою «Альбатрос», який передбачав будівництво трьох підземних ядерних укриттів у разі збройного конфлікту для представників Об'єднаних збройних сил Варшавського договору. У лютому 1975 року його направили з групою офіцерів, в тому числі з генералом Чеславом Кіщаком, на двомісячні курси в Академію Генерального штабу Збройних Сил СРСР ім. Ворошилова в Москві. Після курсу, генерал  Войцех Ярузельський запросив до свого кабінету офіцерів, які брали участь у навчанні в СРСР, та попросив висловити свої роздуми. Куклінський висловив думку, що Москва перебільшує загрозу з боку НАТО у напрямку початку війни проти Варшавського договору. Під час зустрічі генерала Чеслава Кіщака висловив протилежну позицію з цього приводу.

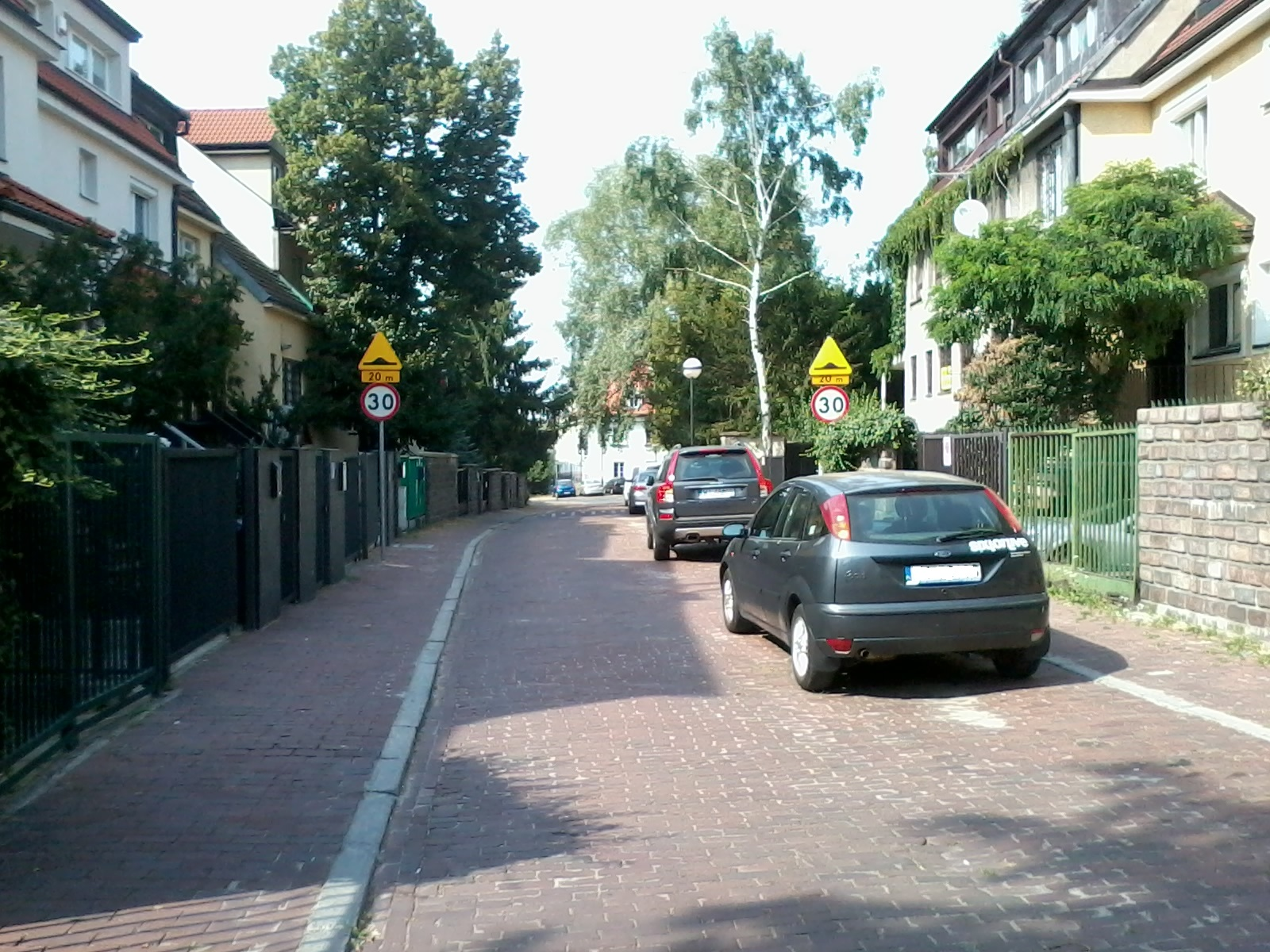
Вулиця Райців

12 жовтня 1976 року був нагороджений із рук генерала Сивіцького Лицарським хрестом ордена Відродження Польщі. Куклінського особисто привітав міністр національної оборони генерал Войцех Ярузельський.
У червні 1977 року голова правління першого генерального штабу генерал армії Польщі Вацлав Шклярський призначив Куклінського головою відділу I-го генерального планування першої ради із званням бригадного генерала. У грудні 1977 року Куклінський брав участь у Будапешті на засіданні Комітету міністрів оборони країн Варшавського договору. Влітку 1977 року Куклінський переїхав із сім’єю до нового будинку на вулиці Райців, 11.
У 1978 році полковник підготував матеріали для переговорів про роззброєння, що відбувалися у Відні. Наприкінці 1978 року в офісі на першому поверсі Правління Першого Генерального штабу польовий офіцер підполковник Юзеф Путек застав Куклінського під час фотографування документів, тож подав заяву головному полковнику Владиславу Гендеру. На початку 1979 року польовий офіцер отримав наказ про поїздку у відрядження, а після повернення йому було призначено чергування поза Генеральним штабом. Через деякий час виявилося, що портфель Куклінського з доповідями офіцера об'єкта був порожнім. У квітні 1979 року Куклінський дуже важко пережив смерть Барбари Я., з якою він був у дуже близьких стосунках протягом приблизно 10 років.
Історик Славомир Ценцкевич вказує, що знайомства та стосунки полковника з жінками були прикриттям для оперативної роботи. Завдяки створенню собі в середовищі серед військових та служб слави бабія Куклінський зміг легше передавати секретну інформацію американцям. У нього навіть була спеціальна дача, підготовлена за межами Варшави, неподалік Мінська Мазовецького, куди він возив своїх подруг. Під час таких зустрічей Ришард скористався можливістю залишити інформацію в так званих мертвих скриньках, звідки їх потім можна було безпечно отримати. Ефективне використання романів як шпигунського методу стало можливим також через те, що широко був відомий факт про конфлікт полковника з дружиною.

#### Підготовка до воєнного стану
14 січня 1980 року Куклінський брав участь у зустрічі в конференц-залі в будівлі ЦК у Варшаві вищих офіцерів СРСР (Кулікова, Грібкова) з польськими лідерами для підписання статуту під час війни, який був затверджений країнами Варшавського договору. Під час цієї зустрічі Куклінський надав документи для підпису. Полковник заявив, що його роль полягає в тому, щоб перевірити, чи не відрізняється зміст підписаних документів від формулювання польської сторони. Зустріч не була урочистою сесією всіх лідерів країн Варшавського договору, оскільки Румунія відмовилася брати участь. У зв'язку з цією ситуацією Куліков відвідував кожну столицю країн Варшавського договору окремо.
1 грудня 1980 року перший заступник начальника Генерального штабу генерал Тадеуш Гупаловський та полковник Францишек Пухала, яким начальник штабу збройних сил СРСР — маршал Микола Огарков — представив план навчання вступу до інтервенційних сил Варшавського договору: СРСР, Чехословаччини та НДР. Гупаловському було дозволено скопіювати план цього навчання з карти на олеат. Того ж дня начальник Генерального штабу генерал Флоріан Сивіцький та його заступники ознайомилися з привезеним олеатом. Планована операція не була традиційним навчанням, що проводилося до цього часу, а була імітацією втручання, як, наприклад, у 1968 році в Чехословаччині. Одночасно в Бухаресті відбулося засідання Комітету міністрів оборони держав Варшавського договору, в якому брав участь Куклінський. Після повернення Куклінський дізнався у полковника Пухали про мету візиту Гупаловського до Москви, про запланований вступ 18-ї дивізії на 8 грудня 1980 року. 5 грудня в Москві відбулася зустріч лідерів семи країн Варшавського договору. Нарешті, пізно ввечері Генеральний штаб Радянської Армії скасував навчання з кодовою назвою «Союз 80». 10 грудня 1980 року оперативна рада Генерального штабу відновила роботу над запровадженням воєнного стану, в якій провідну роль відігравав полковник Куклінський.
У лютому 1981 року Куклінський представив один із перших рамкових планів воєнного стану з назвою: Інформація про стан підготовки держави у разі необхідності введення воєнного стану та висновки з рішеннєвої гри. 16-25 березня 1981 року в Польщі відбулися великі коаліційні навчання під кодовою назвою «Союз 81». Радянський Союз прагнув створити обставини, що виправдовують перетворення навчань на збройне втручання. 10 березня генерал Войцех Ярузельський під час зустрічі з Лехом Валенсою намагався застерегти «Солідарність» від такої небезпеки. У цей час відбулася бидгощська провокація, в якій, серед інших, негативну роль відігравала Головна політична рада польської армії, яку очолив генерал Юзеф Барила. Нарешті, навчання «Союз 81» були продовжені та закінчені 8 квітня 1981 року. 18 жовтня, після відставки Станіслава Кані, пленум Центрального комітету Польської об'єднаної робітничої партії обрав генерального секретаря Войцеха Ярузельського першим секретарем. 4 листопада 1981 року відбулася «зустріч трьох», в якій взяли участь генерал Войцех Ярузельський, Лех Валенса та примас Юзеф Глемп. Куклінський повідомив про ці події ЦРУ.
У 1980–81 роках був офіцером у Генеральному штабі, одним з найближчих співробітників генералів — архітекторів майбутнього воєнного стану: Войцеха Ярузельського, Флоріана Сивіцького, Чеслава Кіщака, Міхала Янішевського, Тадеуша Тучапського та Єжи Скальського. З весни 1981 року полковник Куклінський був керівником групи, яка планувала воєнний стан у Польщі. Того ж року купив фруктовий сад площею понад 10 га у Стефанувці поблизу Вйонзовни. Угода була здійснена на ім'я сина Богдана на суму в 2 млн злотих.
У вересні 1981 року полковник Влодзімеж Осташевич не повернувся з канікул до Югославії та Греції, його втеча ускладнила ситуацію полковника Куклінського, який був серед 30-ти осіб, з якими Осташевич найчастіше контактував. На збільшення негласного спостереження зі сторони Внутрішньої військової розвідки вплинула також втеча в червні капітана Єжи Суміньського та в серпні 1981 року генерала Леона Дубіцького, який просив політичного притулку в Німеччині. Восени 1981 року Ришард представляв Генеральний штаб під час брифінгу працівників Міністерства внутрішніх справ щодо остаточної підготовки до воєнного стану.

#### Розслідування в справі витоків інформації
За словами Славомира Ценцкевича, секретний агент Служби безпеки у Ватикані, о. Януш Болонек, з позивним «Ламос» —  після зустрічі Івана Павла ІІ з главою ЦРУ Вільямом Кейсі — попередив про контррозвідку Польської Народної Республіки у Варшаві, надавши інформацію про «крота», що діє в Генеральному штабі польської армії. Під час зустрічі глави ЦРУ поінформував папу про плани війни СРСР, які були отримані полковником Ришардом Куклінським.
2 листопада 1981 року Куклінський повернувся з Будапешта на військовому літаку Як-40 разом із польською делегацією із засідання Військової ради Варшавського договору. Того ж дня о 14:00 він взяв участь у брифінгу в кабінеті заступника начальника Генерального штабу генерала дивізії Єжи Скальського, який повідомив, що відбувся витік щодо останньої версії планів проведення воєнного стану. У цьому інструктажі взяли участь: генерал Єжи Скальський, генерал Вацлав Шкларський, полковник Францишек Пухала, полковник Чеслав Вітт та полковник Ришард Куклінський. Генерал Скальський повідомив офіцерів на брифінгу, що Внутрішня військова розвідка ініціювала розслідування витоків інформації.
У середу, 4 листопада 1981 року, полковник Куклінський зустрівся у своєму кабінеті з полковником Чеславом Віттом та офіцером контррозвідки відносно воєнного стану. У четвер, 5 листопада 1981 року, його викликав генерал Скальський у зв’язку з тим, що той готував доповідь для генерала Войцеха Ярузельського. У п’ятницю, 6 листопада 1981 року Куклінський у своєму кабінеті розмовляв із начальником Департаменту авіації та ОПК в Правлінні Першого оперативного генерального штабу польської армії генералом Єжи Раковським, а в другій половині дня брав участь з полковником Станіславом Радаєм під час партійної наради.
У суботу, 7 листопада 1981 року, взяв участь у інструктажі в Генеральному штабі, який проводив генерал Флоріан Сивіцький. Того ж дня ввечері був у радянському посольстві, відзначаючи чергову річницю Жовтневої революції. В урочистому бенкеті, який підготував посол СРСР у Народній Республіці Польща Борис Арістов, взяли участь, серед інших, радянський військовий аташе генерал Олександр Хоменко, генерали Войцех Ярузельський, Флоріан Сивіцький, Чеслав Кіщак, Вацлав Шкларський, бригадний генерал Міністерства внутрішніх справ Владислав Пожога та кілька сотень VIP-персон, серед яких міністр внутрішніх справ Мірослав Мілевський та віце-прем'єр-міністр Мечислав Раковський. Також був присутнім повноважний уряду ПНР щодо перебування радянських військ у Польщі генерал Міхал Стрига. Під час цієї церемонії Куклінський зустрів генерала Шкларського, з яким спілкувався.

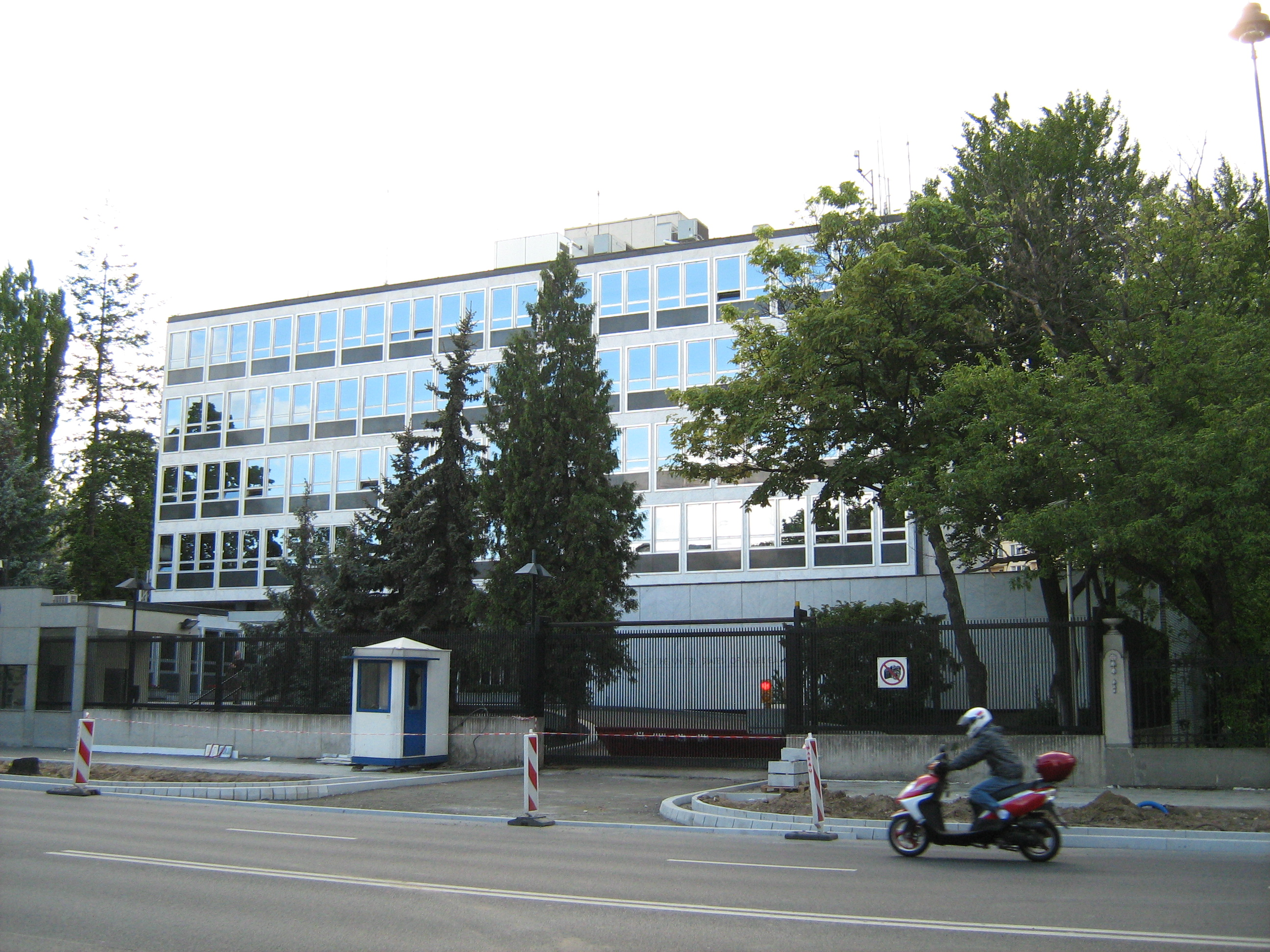
Посольство Сполучених Штатів Америки в Ал. Уяздовських, 29/31

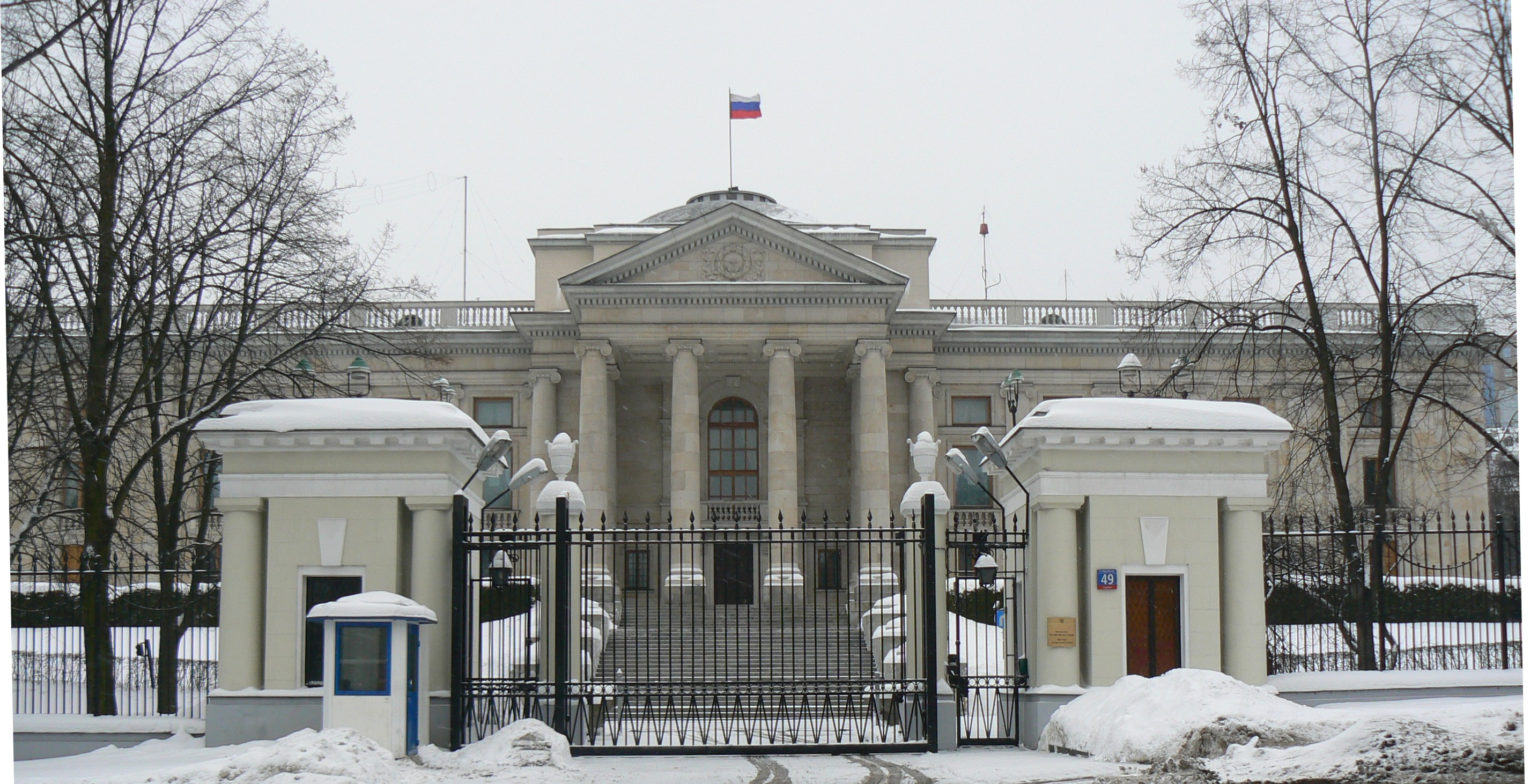
Посольство Росії в Польщі, в 1981 році СРСР

#### Втеча з Польщі
7/8 листопада 1981 року співробітники ЦРУ евакуювали його з Польщі. Імовірно, був замаскований під вигляд лондонця, який приїхав до Варшави на кілька днів раніше і дуже був схожий на Куклінського. Саме з його паспортом Куклінський повинен був виїхати з Польщі, відлітаючи в той же день з Окенця літаком авіакомпанії British Airways. Після нетривалого перебування в Лондоні Куклінський, що працював під псевдонімом Джек Стронг, був переміщений на літаку до авіабази США на півдні Німеччини і там зустрівся зі своєю родиною.
За версією генерала Францишка Пухали, Куклінський у п’ятницю 6 листопада 1981 року ввечері брав участь у бенкеті до річниці Жовтневої революції в посольстві СРСР. Потім, як вказує Пухала, посилаючись на Юзефа Шанявського, після того, як його прийняли до посольства, ЦРУ його помістило в секретне приміщення в Жолібожу. Вранці 7 листопада він вилетів регулярним рейсом LOT до Лондона під іншим прізвищем. Крім того, Пухала повідомляє, що вранці 7 листопада 1981 року Куклінський був присутнім на брифінгу з головою Генерального штабу польської армії, що виявилось правдою. Однак Францішек Пухала вказує на суперечливі факти про 6 та 7 листопада. Присутність Куклінського на ранковому брифінгу 7 листопада підтверджував генерал Владислав Гермашевський, який того ранку бачив полковника. З іншого боку, твердження, що того самого ранку полковник вилетів запланованим рейсом LOT до Лондона під іншим прізвищем, є його інтерпретацією (він брав участь у брифінгу в Генеральному штабі). Крім того, Куклінський не міг бути в посольстві СРСР 6 листопада, бо урочистий бенкет відбувся 7 листопада 1981 року.
Інший біограф Кшиштоф Дубінський повідомляє, що Куклінський був присутній на брифінгу в Генеральному штабі вранці 7 листопада, а ввечері відвідав бенкет з нагоди чергової річниці Жовтневої революції, влаштований послом СРСР. У свою чергу, історик Славомир Ценцкевич вказує, що в суботу 7 листопада, полковник Ришард Куклінський, викликаний своїми начальниками, брав участь у брифінгу в Раді першого Генерального штабу польської армії щодо воєнного стану. Після брифінгу взяв до службової волги полковника Тадеуша Фійолка (секретаря Польської об'єднаної робітничої партії в першій раді), який був останнім офіцером Генерального штабу, з яким спілкувався Куклінський. Увечері відвідав Чеслава Якубовського, залишивши у нього собаку Зулу, а потім разом із дружиною поїхав до Барбари та Романа Барщува (Роман був товаришем Куклінського з дитинства). Імовірно, після цієї зустрічі він ще був на прийомі в посольстві СРСР, але Ценцкевич припускає, що це малоймовірно, оскільки про цей факт ніде не повідомлялося. Тим не менше, сам Куклінський сказав письменниці Марії Нуровській, що перебував у посольстві СРСР, згадуючи свою розмову, яку мав з генералом Шклярським. Далі у своєму аналізі Ценцкевич подає тезу, що 8 листопада 1981 року о 8:20 вся сім'я Куклінських перетнула кордон у Свецко, а о 9:55 дипломатичний Dodge був вже на території американської військової бази США у Західному Берліні. 9 листопада були у Франкфурті, а 11 листопада на авіабазі Суйтленд у американському штаті Меріленд. 
Аналогічно маршрут евакуації Куклінського представляє американський журналіст Бенджамін Вайзер, який стверджує, що всі члени сім’ї були заховані у великих картонних коробках, завантажених у фургон із дипломатичними номерними знаками. На кордоні у Свецко митники зателефонували до Варшави, щоб підтвердити реєстраційний номер фургона, оскільки американське посольство нещодавно запросило інший номер, який ще не був у списку митників.
У понеділок, 9 листопада 1981 року полковник Ришард Куклінскі більше не з’явився до Генерального штабу. 10 листопада 1981 року Голова правління та голова Внутрішньої військової розвідки полковник Мечислав Фігура та офіцер у Генеральному штабі підполковник Бенедикт Єджеєвський ухвалили рішення про ініціювання операції під кодовою назвою «Ренегат» і була призначена спеціальна слідчо-оперативна група на чолі з полковником Яном Ковальчиком.
У 70-80-х роках полковник Куклінський у Генеральному штабі охоплювався контррозвідкою та оперативним захистом, серед інших, наступних оперативних офіцерів Внутрішньої військової розвідки: полковник Здзіслав Комінек, підполковник Юзеф Путек (який у 1982 році отримав звання полковника), полковник Владислав Гендера (у 1983 році його відзначено записом до «Почесної книги солдатських вчинків»), підполковник Бенедикт Єнджеєвський (підвищений до полковника у 1984 році).
За словами самого Куклінського, він нав'язав співпрацю із американською розвідкою ЦРУ під час рейсу до Західної Європи в 1972 році, надсилаючи лист до військового аташе при амбасаді США в Бон. До першої зустрічі дійшло 18 серпня 1972 року в Хадзі. Планував нав'язати у польській армії список осіб проти СРСР, однак ЦРУ відмовила його від цього, як від діяльності приреченої на невдачу. Замість цього його попросили про передавання інформації, що могла б зашкодити Радянському Союзу. У 1971-1981 роках Куклінський передав на Захід понад 40 тисяч сторінок документів, що мали відношення до ПНР, СРСР і Варшавського договору. Документи ці відносились, між іншим, планів СРСР щодо використання ядерної зброї, технічних даних найновішої радянської зброї, серед якої танк Т-72 і ракети Стріла-2, розміщення радянських зенітних установок на території Польщі і НДР, методик  що використовувались червоною армією з метою уникнення локалізації її об'єктів через шпигунські супутники, плану введення воєнного стану в Польщі

### Після втечі

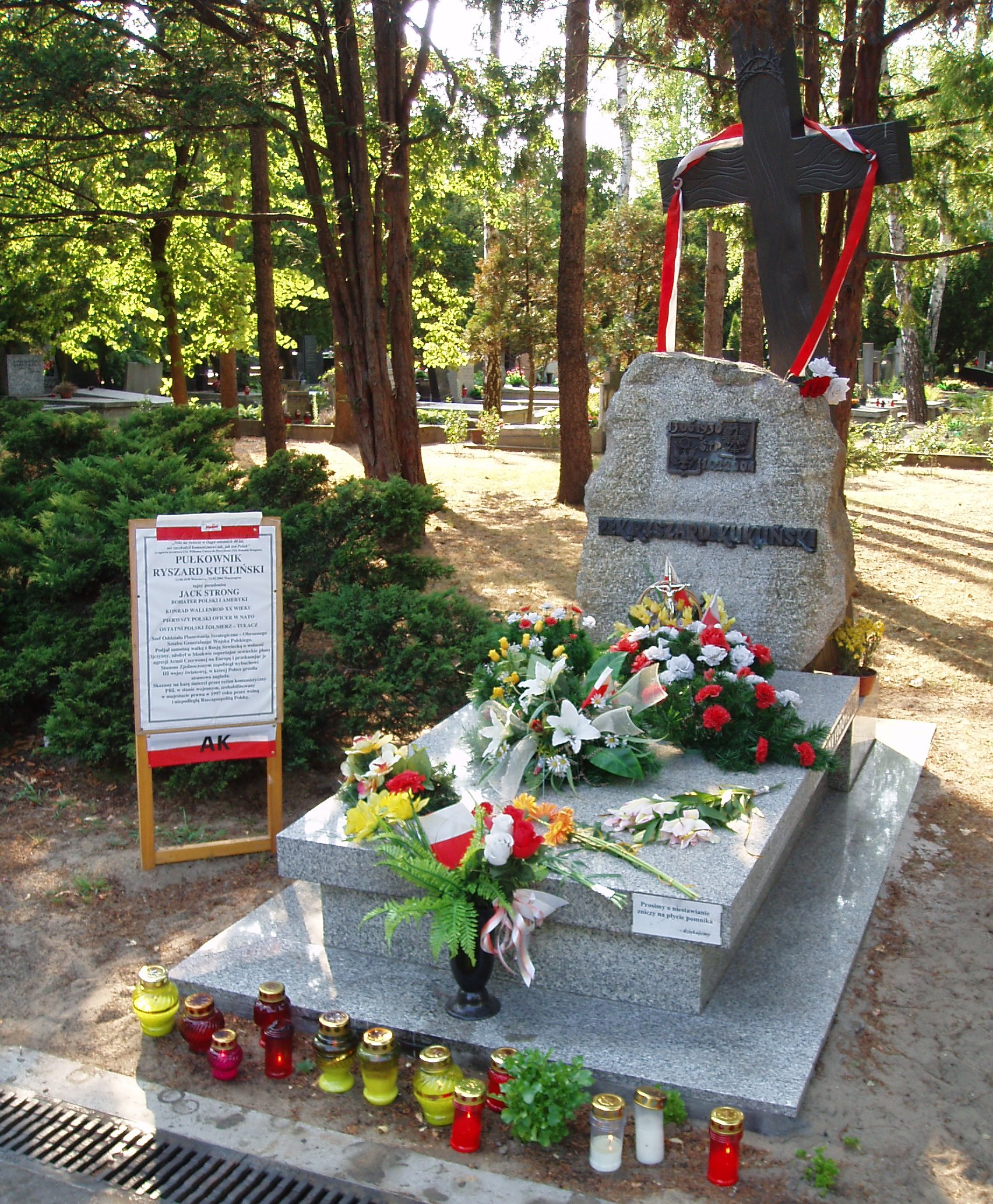
Могила полковника Ришарда Куклінського на Військовому кладовищі в Повонзках у Варшаві

Через три роки після втечі, 23 травня 1984 року, Куклінський був заочно засуджений військовим судом у Варшаві до смертної кари. Вирок було полегшено до 25 років ув'язнення у 1990 році. У 1995 році в результаті перегляду першого президента Верховного суду Адама Стрембоша рішення суду було скасовано. Міністром національної оборони рішенням № 23 /МНО/Кадр від 12 лютого 1996 року відновило його до звання полковника. Справа знову була передана до військової прокуратури, та рішенням від 22 вересня 1997 року слідство було припинено, аргументуючи це тим, що Куклінський діяв у стані крайньої необхідності, обґрунтування було засекречене (всупереч думці багатьох дослідників весь зміст обґрунтування був публічним та відкритим для публічного доступу протягом кількох років). Нарешті, полковник Ришард Куклінський був виправданий та реабілітований.
Його представником був Юзеф Шанявський, зусилля якого призвели до реабілітації полковника Куклінского. Куклінський відвідав Польщу в квітні 1998 року. Був ініціатором створення пам’ятника Катиньського у Варшаві, відкритого 6 травня 1998 року. Після реабілітації йому дали серед інших почесне громадянство міст Кракова та Гданська.
Куклінський помер 11 лютого 2004 року у віці 73 років у лікарні. Причиною смерті став інсульт. Урну з попелом полковника Куклінського привіз до Польщі Юзеф Шанявський. 19 червня 2004 року прах полковника похований у Алеї Заслужених на Військовому кладовищі в Повонзках (ділянка А2 — Алея Заслужених-2) у Варшаві. Куклінскі та його старший син Вальдемар, який загинув у серпні 1994 року за незрозумілих обставин (його кілька разів возили позашляховиком на кампусі університету Фенікса на очах очевидців. Злочинців не спіймали — у машині не знайдено відбитків пальців). Другий син, Богдан Куклінський, згідно з офіційною версією, зник безслідно під час морського плавання в 1993 році. У 2009 році «Wprost» припустив, що це зникнення було підроблене ЦРУ як частина програми захисту свідків.
Ришард Куклінський був чоловіком Йоанни Хріст, народженої в Мисловицях (1932–2013).
У грудні 2008 року ЦРУ оприлюднило доповіді Куклінського з 1981 року, що містять, серед іншого, характеристику генерала Ярузельського.

## Контроверсії

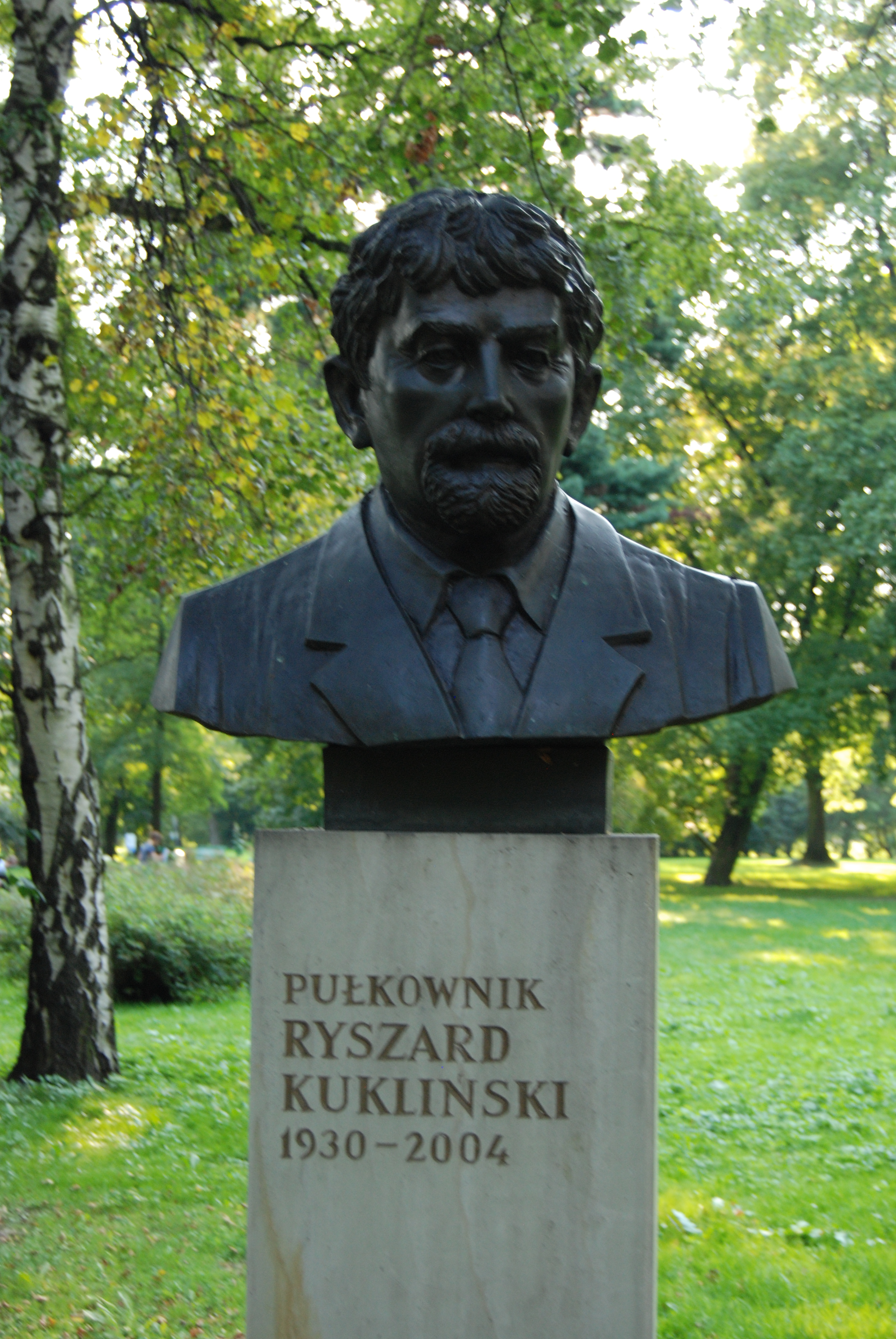
Меморіал полковника Ришарда Куклінского в парку Йордана у Кракові

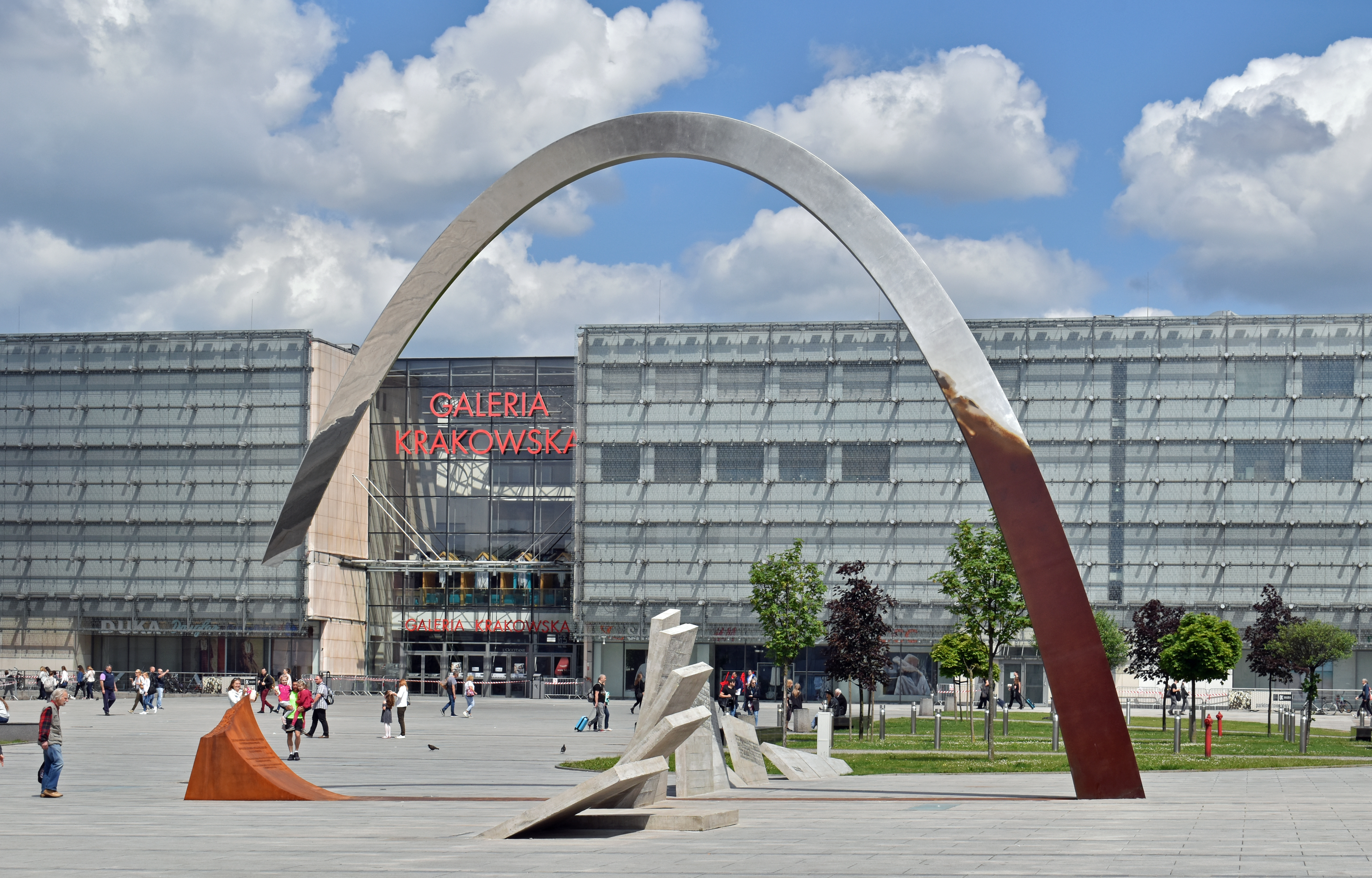
Пам'ятник Куклінському на пл. Новака-Єзьоранського у Кракові.

Оцінка особи Ришарда Куклінського викликає суперечки серед публіцистів та громадське ставлення у Польщі. Ці звинувачення включають порушення військової присяги та нараження інфраструктури країни та польських збройних сил більшим втратам під час можливої війни. У разі війни, як говорилося в документі, підписаному Ярузельським, СРСР візьме під контроль польську армію. У цьому контексті сталися інциденти, серед яких в ніч з 12 на 13 грудня 2011 року невідомі особи пошкодили бюст полковника Куклінського в парку імені Генрика Йордана у Кракові. Слово «полковник» було зафарбовано, а під прізвищем додано слово «зрадник». Збоку пам’ятника було намальовано напис «смерть США», а ліве плече бюста пофарбовано у червоний колір.
Через секретність більшості документації, що стосуються спеціальних служб, діяльність Ришарда Куклінського також є суперечливою серед істориків. Згідно ставлення, серед інших, історика Павла Вечоркевича та генерала Францишека Пухала існує ймовірність, що він насправді був подвійним агентом, діявшим на користь розвідки радянського ГРУ. На таку можливість вказував також Чеслав Кіщак, на який безпосередньо заявляв колишній радянський військовий аташе Юрій Рильов. Однак адвокат Владислав Сіла-Новіцький вважав, що польські служби свідомо відпустили Куклінського для виконання місії у зв'язку з воєнним становищем. Інформування американців про плани запровадження воєнного стану, що відкладе ризик радянської інтервенції в Польщі, також могло бути корисною для радянської сторони, що бажала уникнути непередбачуваної поведінки адміністрації США на чолі з сильно антикомуністичним президентом Рейганом, а також польської влади. США не перешкодили введенню воєнного стану, а також не попередили польську опозицію. Ці історики підкреслюють, що знання, приписувані Куклінському, перебільшені, і особливо він не міг знати планів війни СРСР, до яких польські офіцери не мали доступу. Також зазначається, що в 70-х Куклінський жив на високому матеріальному рівні як для офіцера польської армії, який не викликав підозр у контррозвідки, а після його втечі радянська сторона не спричинила жодних дій проти генерала Кіщака, відповідального за польську розвідку. З іншого боку, адміністрація президента Клінтона зайняла позицію, що буде проти вступу Польщі до НАТО, поки полковник Куклінскі не буде знятий з усіх звинувачень.

## Просування по службі
- Прапорщик — 1950
- підпоручник — 1951 рік
- поручник — 1952 рік
- капітан — 1955
- майор — жовтень 1963 року
- підполковник — червень 1967 року
- полковник — 1972 рік
- рядовий — 1984 (деградація)
- полковник — 1996 (відновлення)
- Бригадний генерал — 2016 (посмертно)[1]

## Замовлення та відзнаки
- Лицарський хрест Ордену Відродження Польщі (1976)
- Срібний Хрест Заслуги
- Золота медаль «За послуги обороні країни» (1978)
- Срібна медаль «За послуги обороні країни»
- Срібна медаль «Збройні сили на службі Вітчизні»
- Бронзова медаль «За послуги обороні країни»
- Бронзова медаль «Збройні сили на службі Вітчизні» (1956)
- Медаль «Polonia Mater Nostra Est» (1998)
- Медаль Перемоги та Свободи
- Медаль 10-річчя Народної Польщі (1955)
- Хрест Армії Крайової (6 травня 1998 р., Нагороджений Верховною Радою та Головною Радою Всесвітнього Союзу солдатів Військово-Повітряних сил)[33]

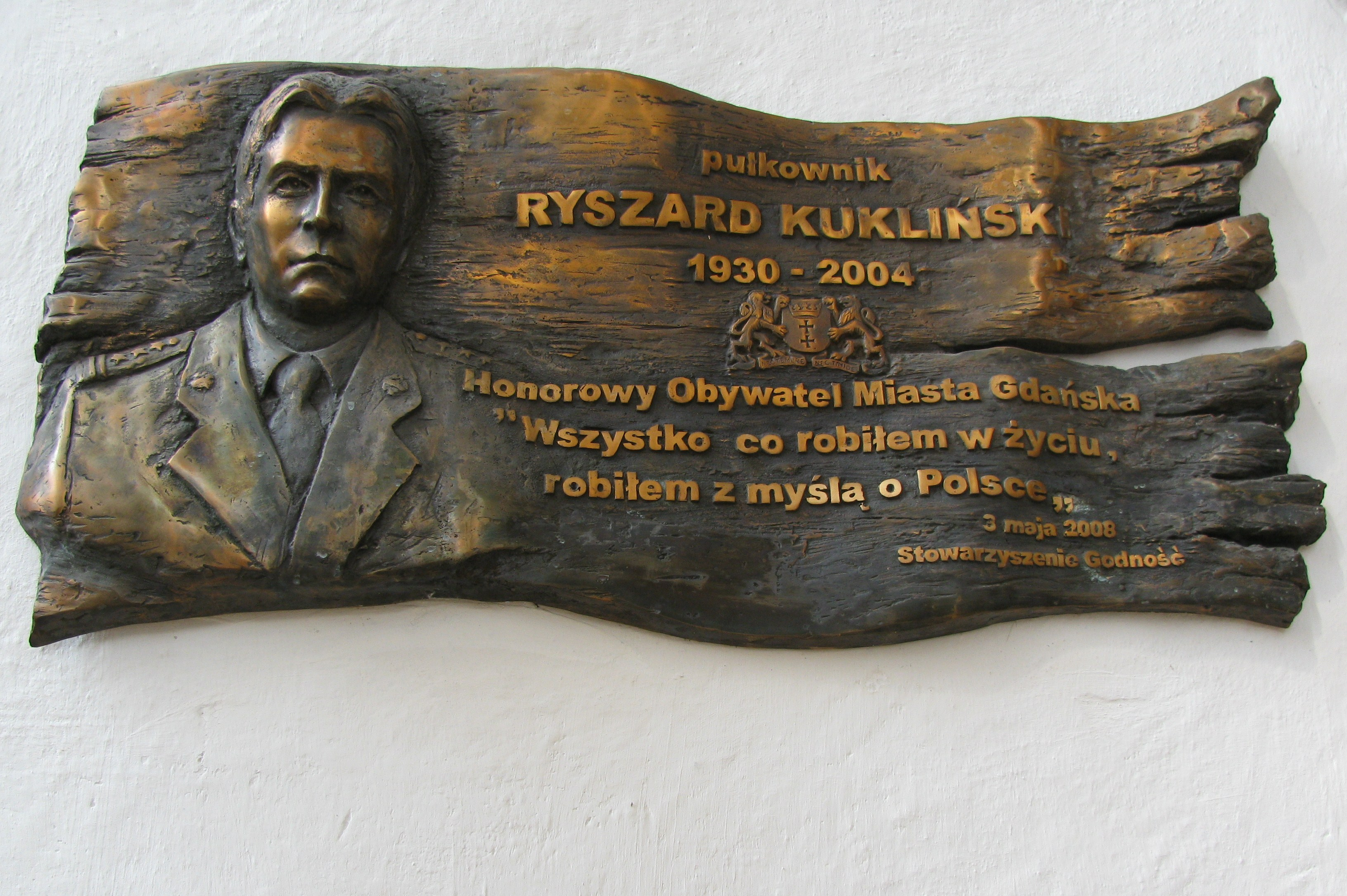
Меморіальна дошка, встановлена в базиліці Діви Марії в Ґданську

Куклінський також отримав високу відзнаку ЦРУ — Distinguished Intelligence Medal, яку до цього часу вручали лише громадянам США. У 1998 році був нагороджений медаллю «Polonia Mater Nostra Est».
Альянс ветеранів та організацій незалежності після смерті Ришарда Куклінського прагнув присвоїти йому звання бригадного генерала та відзначити орденом Білого Орла. Раніше безуспішно зверталися в цій справі до президентів Олександра Квасневського та Леха Качиньського.
Щодо посмертного присвоєння звання полковнику Ришарду Куклінському до рангу генерала звернулась 18 лютого 2004 року до президента Республіки Польща політична ініціатива «Центрум» на чолі з професором Збіґнєвом Реліґом.

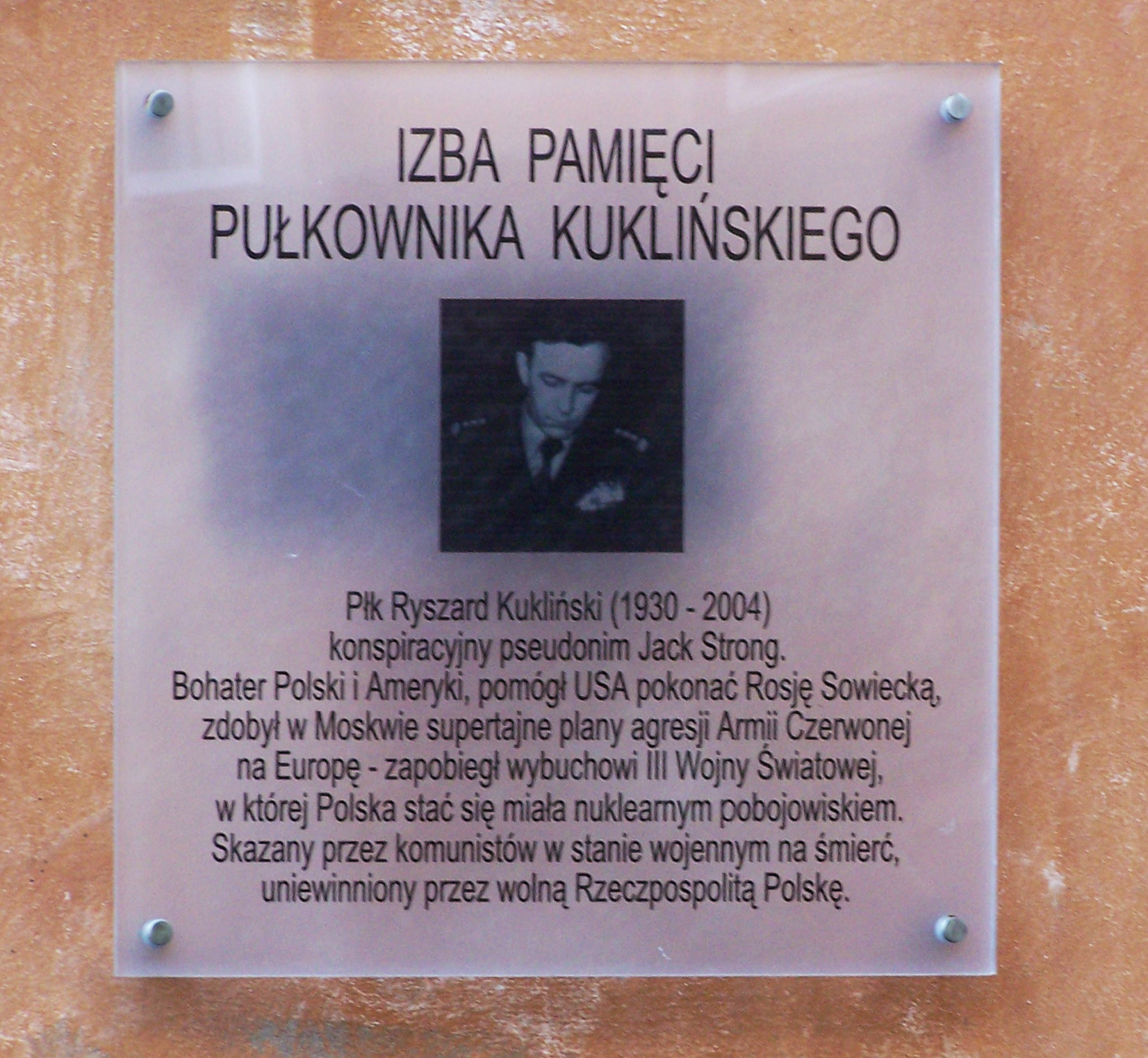
Дошка на будівлі Меморіальної палати полковника Ришарда Куклінського за адресою вул. Канонія 20/22 у Варшаві

Президент Республіки Польща Анджей Дуда постановою від 2 вересня 2016 року посмертно призначив Ришарда Куклінського до звання бригадного генерала. Акт про висунення на День Незалежності Польщі 11 листопада 2016 року отримав Філіп Францков'як, директор Меморіальної палати полковника Ришарда Куклінського.

## Меморіальна палата
У 2006 році у Старому місті Варшави, за адресою вул. Каноні, 20/22 (біля собору св. Івана Хрестителя) створена Меморіальна кімната полковника Куклінського. 17 листопада 2010 року Ганна Гронкевич-Вальц вирішила закрити її, але рішення було відкликано. Засновником і директором Меморіальної палати полковника Куклінського був Юзеф Шанявський; після його смерті керує нею його син Філіп Вранцков'як.

## Публікації та фільми про полковника Куклінского

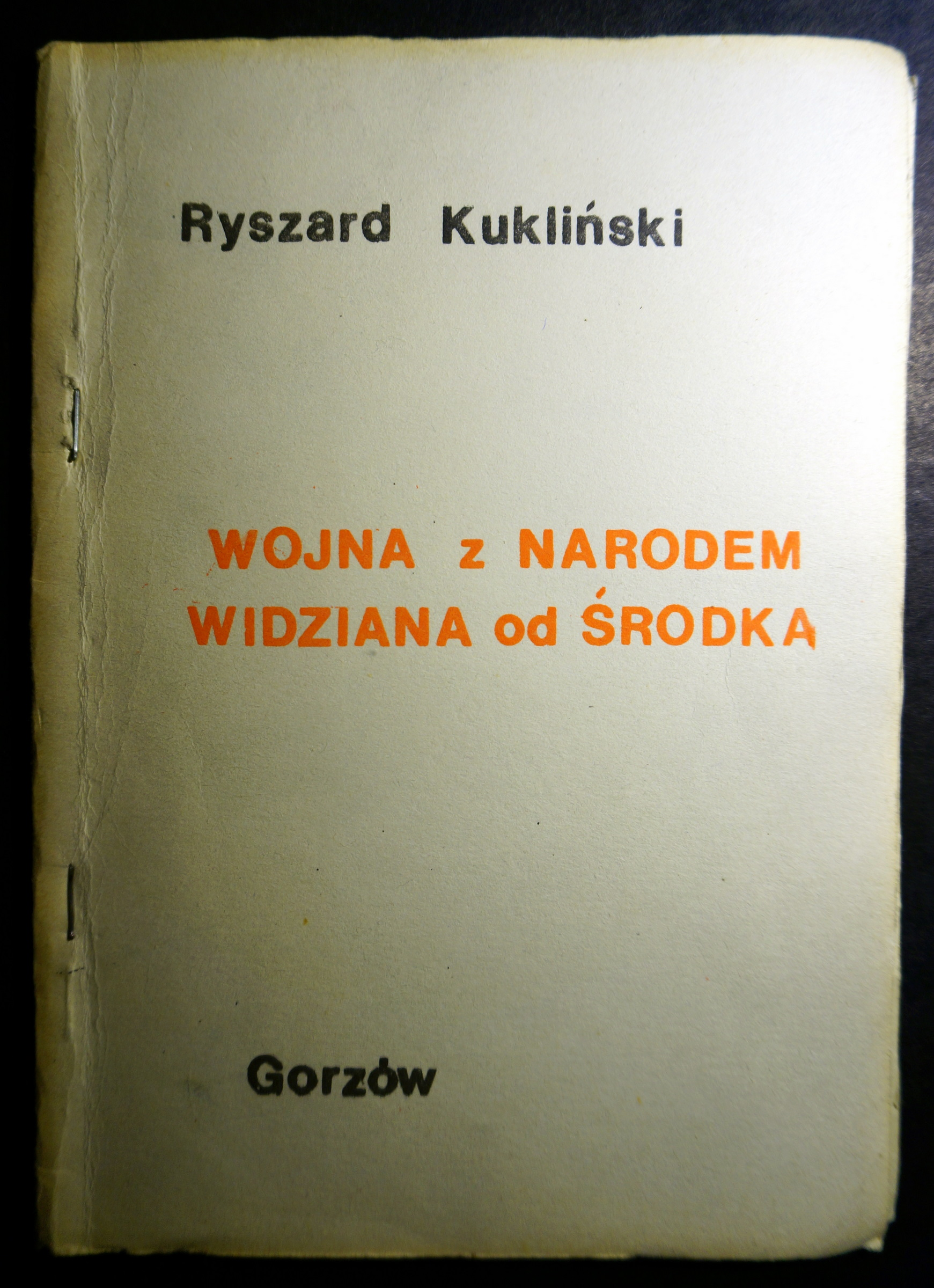
Підпільне видавництво з 1987 року.

- Війна з нацією бачиться зсередини. Розмова з колишнім полковником дипломатом Ришардом Куклінским здійснена на п'яту річницю введення воєнного стану 1987 року (Інтерв'ю паризькій «Культурі» № 4/87, перевидане в Польщі у другому видавничому тиражі),
- Манфред Е. Бергер, Ярузельський, 1991 рік,
- Войцех Ярузельський, Чому воєнний стан..., 1992 рік,
- Кшиштоф Дубінський, Івона Юрченко-Топольська, Бути шпигуном, 1994 рік,
- Кшиштоф Дубінський, Івона Юрченко: Око пентагону. Розповідь про полковника Ришарда Куклінського. Варшава: K.M.S.O, 1995. ISBN 83-85608-57-5. OCLC 35453302.  [] Помилка: {{Lang}}: немає тексту (допомога)
- Анджей Краєвський, Герой зблизька. Заслуга перед Польщею, 1999 р. (2014 р. електронна книга «Заслуга перед Польщею»; книга, заснована на розмовах американського кореспондента TVP з  полковником до 1994 року)
- Юзеф Шанявський, Самотня місія — полковник Куклінскі та «холодна війна», 2003 р. (Книга написана представником полковника Куклінського в Польщі),
- Марія Нуровська Мій товариш зрадник (пол)  (вид. 3). Варшава: Видавництво W.A.B. – Видавнича група Фоксаль. ISBN 978-83-280-0883-0. OCLC 945099248. (біографія заснована на розмовах авторки з полковником Куклінським, які відбулися за його ініціативою; книга на прохання полковника з’явилася лише після його смерті)
- Юзеф Шанявський, Полковник Куклінський. Польська місія, 2005 р.,
- Юзеф Шанявський, Полковник Куклінський — таємна місія, 2008 р.,
- Ришард Куклінський. Дуже таємне життя (пол) . Варшава: Світ книги. 2004. ISBN 978-83-7943-630-9. OCLC 879529234. (книга, уповноважена агентством ЦРУ та написана на основі документів, розголошених авторові агентством),
- Юст Рональд, Джек Стронг Вел Ришард Куклінський, 2014 (вигадана біографія, написана у вигляді шпигунського роману з багатьма вигаданими сюжетами),
- Марек Баранський Ноги Господа Бога (пол) . Вашава: Keep Smiling. ISBN 9788393029402. OCLC 676716136.
- Павел Вечоркевіч Przez Polskę Ludową na przełaj i na przekór (пол.). Poznan: Zysk i S-ka. 2011. ISBN 978-83-7506-651-7. OCLC 756901714.
- Jaruzelski. Generał przegranej sprawy (пол.). Warszawa: Ringier Axel Springer Polska. ISBN 978-83-7813-679-8. OCLC 890404996.
- Ryszard Kukliński. Bohater czy zdrajca (пол.). Warszawa: Ringier Axel Springer Polska. ISBN 978-83-7813-584-5. OCLC 869939844.
- Szpieg CIA w polskim sztabie generalnym. O Ryszardzie Kuklińskim bliżej prawdy (пол.). Warszawa: Bellona. ISBN 978-83-11-13170-5. OCLC 881496045. (книга, написана антагоністом Куклінським з Польської Народної Армії ),
- Atomowy szpieg: Ryszard Kukliński i wojna wywiadów (пол.). Poznan: Zysk i S-ka Wydawnictwo. ISBN 978-83-7785-477-8. OCLC 897750385. (біографія, заснована на польських та зарубіжних історичних документах, що наголошують на аспекті шпигунських навичок),
- Wielcy szpiedzy w PRL (пол.). Warszawa: Wyd. Czerwone i Czarne. 2014. ISBN 978-83-7700-156-1. OCLC 892494790.
- A Secret Life: The Polish Officer, His Covert Mission, and the Price He Paid to Save His Country, by Benjamin Weiser, PublicAffairs, 2004.

Фільми:
- Полковник Куклінскі, документальний фільм від 1997 р., Реж. Анджей Тшоц-Раставецький;
- Справа полковника Куклінського, документальний фільм 1998 року, реж. Йоланта Кесслер, Юзеф Шанявський;
- ІВійськові ігри, документальний фільм  2008 р., Реж. Даріуш Яблонський. Прем'єра цього фільму відбулася в грудні 2008 року в штаб-квартирі ЦРУ[41];
- Джек Стронг, художній фільм 2014 року, реж. Владислав Пасіковський, роль полковника Ришарда Куклінського зіграв Марцін Дорочинський.

## Вшанування пам’яті
- 4 листопада 2014 року резолюцією, прийнятою на сесії Познанської міської ради, сквер, обмежений вулицями Королеви Ядвіги, Краківською та Кармеліцькою у житловому масиві Старе Място у Познані, був названий на честь Ришарда Кукліньського[42][43].
- 17 вересня 2015 року в Гдині було відкрито пам’ятник Ришарду Куклінському[44].
- 4 червня 2018 року на площі Яна Новака-Єзьоранського в Кракові було відкрито пам’ятник Ришарду Куклінському[45].